# Volební superúterý
Volební superúterý (anglicky: Super Tuesday) je termín užívaný pro obvykle únorové nebo březnové úterý v roce prezidentských voleb ve Spojených státech amerických, kdy největší množství států Unie organizuje tzv. primárky, při nichž získávají hlasy potřebné pro oficiální stranickou nominaci na prezidentskou kandidaturu. V průběhu žádného jiného dne kalendáře primárek není možné získat tolik volitelů jako o volebním superúterý.

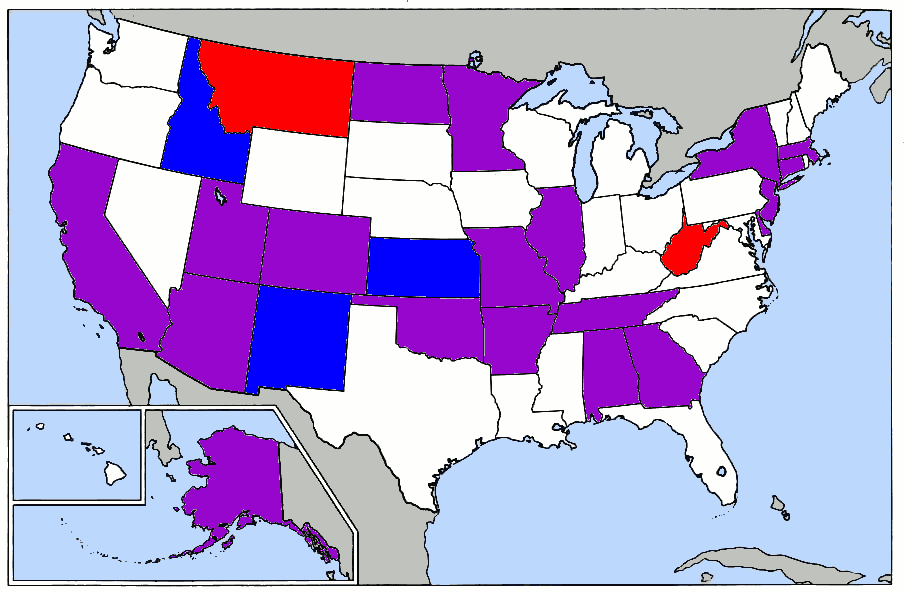
5. února 2008 proběhly primárky ve 24 státech. Modrá barva ukazuje výběr pouze pro demokratické kandidáty (3 státy), červená pro republikány (2), ve fialově vybarvených státech bojovali o hlasy zástupci obou stran (19).

## Historie
Prokazatelně poprvé byl název použit již ve volební kampani v roce 1984, tehdy ale byla hned tři superúterý. Někdy se užívají i jiné názvy jako Superduperúterý (Super Duper Tuesday), Gigaúterý (Giga Tuesday) nebo cunami úterý (Tsunami Tuesday). Klíčové zisky zaznamenali v průběhu volebních superúterý mnozí později oficiálně nominovaní kandidáti – Walter Mondale (1984), Bill Clinton (1992), Bob Dole (1996), Al Gore a George W. Bush (2000).
Ke zvýšení významu konkrétních státních primárek některé státy začaly přesouvat své termíny právě na datum superúterý. V roce 2008 připadlo volební superúterý na 5. února a týkalo se až 24 států, demokratičtí kandidáti usilovali o 52 % v primárkách rozdělovaných volitelů, republikáni o 41 % volitelů. Šlo tak o největší superúterý v historii amerických primárek. Jednoznačné superúterní vítězství zaznamenal o tomto superúterý republikán John McCain, jeho hlavní konkurent Mitt Romney bezprostředně po svém neúspěchu zastavil kampaň (z voleb však prozatím neodstoupil, díky tomu mu zůstali získaní delegáti a uchoval si tak určitý vliv).